# Orthographe
En linguistique, le terme « orthographe » (du latin orthographia, lui-même issu du grec ὀρθογραφία / orthographía, composé de ὀρθός / orthós, « droit, correct », et de γράφω / gráphô, « écrire ») dénomme un système de règles concernant l'écriture d'une langue, faisant partie de son standard, en comparaison duquel on juge comme correctes ou incorrectes les formes que les utilisateurs réalisent en écrivant cette langue. L'orthographe comprend des règles concernant la correspondance entre phonèmes et signes graphiques avec lesquels est écrite la langue (lettres, hiéroglyphes, etc.), l'utilisation des lettres majuscules et minuscules (dans les systèmes d'écritures qui en ont), le découpage en syllabes, la distinction entre mot composé et groupe de mots homophone de celui-ci, l'emploi des signes de ponctuation, etc.,,,,.
La variété standard de la langue en général et l'orthographe dans son cadre est une création consciente, d'abord de divers lettrés, puis de linguistes, étant un fait non seulement linguistique, mais aussi social et culturel,. Elle répond à l'exigence naturelle de la communauté linguistique d'avoir des repères communs dans l'écriture de sa langue, fixés dans des ouvrages de spécialité (guides, dictionnaires, manuels, etc.). Elle est fondée sur la réalité de la langue, mais aussi sur divers facteurs extra-linguistiques : historiques, religieux, politiques, etc..
Idéalement, l'orthographe devrait être élaborée selon un seul principe, mais c'est impossible, ses créateurs étant forcés d'en appliquer plusieurs, qui sont contradictoires. C'est pourquoi ses règles ne correspondent pas entièrement à la langue réellement parlée, mais sont conventionnelles,. Dans le même temps, la langue étant en évolution continue, l'orthographe en est toujours dépassée. C'est particulièrement évident dans les langues ayant une tradition de la culture écrite relativement ancienne, comme le français, l'anglais, le grec, l'allemand, l'irlandais et le tibétain. Vu ces faits, selon certains linguistes, l'orthographe ne saurait être considérée comme scientifique, puisqu'elle ne peut avoir la rigueur de la science, d'autant plus qu'elle est marquée par la subjectivité de ceux de ses créateurs qui réussissent à imposer leurs propres solutions.

## Principes de l'orthographe
Les orthographes de toutes les langues sont fondées sur plusieurs principes. Tels sont le principe phonologique (ou phonémique), le principe morphologique, les principes historique et étymologique, les principes syntaxique et lexico-grammatical, le principe d'économie (ou de simplicité), le principe discriminatif (ou homonymique), le principe symbolique, etc. Lequel ou lesquels de ces principes est/sont prépondérant(s) et dans quelle mesure ils se manifestent, est en fonction de la langue considérée.

### Principe phonologique
L'orthographe ne saurait être phonétique, c'est-à-dire faire correspondre chaque phone (son) à un certain signe graphique (ex. c) ou groupe de signes graphiques (ex. ch). En effet, les sons de la parole se caractérisent par une grande diversité de réalisations. Elles diffèrent en fonction de leur contexte phonétique, des conditions générales de leur émission, du locuteur, voire chez un même locuteur, d’une occurrence à l’autre. Les locuteurs d’une langue donnée font abstraction des traits phonétiques qui n’ont pas d’importance dans leur langue. Ils ne perçoivent comme différents que les sons qui distinguent des sens lexicaux et grammaticaux. Un tel son, appelé phonème, constitue une unité linguistique abstraite représentant toutes ses réalisations concrètes, ses variantes phoniques qui ne distinguent pas des sens. En français, par exemple, dans un mot comme rare, on peut entendre une roulée alvéolaire [r] dite « r bourguignon », une roulée uvulaire [ʀ] dite « r grasseyé » ou une fricative uvulaire [ʁ] dite « r parisien », mais toutes sont des réalisations d'un seul phonème /r/, rendu par un seul graphème ⟨r⟩. C'est pourquoi, l'un des principes appliquables dans l'orthographe peut être le principe phonologique. Selon ce principe, à chaque phonème il devrait correspondre à l'écrit un seul graphème, et à chaque graphème un seul phonème. Il peut être dominant par rapport à d'autres principes, et il l'est dans certaines langues, comme le biélorusse, le BCMS (bosnien, croate, monténégrin et serbe) ,, le roumain, l'italien, le hongrois, le finnois, le tchèque, le turc, etc., mais non dans la même mesure. Parmi les langues qui lui sont le plus fidèles il y a le BCMS, le finnois et le turc, et parmi les moins fidèles le hongrois.
Le principe phonologique est parfois appliqué aux dépens d'autres principes, d'une application plus limitée dans ces langues, surtout aux dépens du principe morphologique. En BCMS, par exemple, sont systématiquement rendues par écrit les assimilations de consonnes au contact des morphèmes dans les mots, ex. (sr) težak « lourd » → teška « lourde », bez kuće « sans maison » → beskućnik « un sans-abri ». La forme des morphèmes est donc altérée.
En russe aussi on trouve l'application du principe phonologique aux dépens du morphologique lors de la préfixation, ex. бесполезный bespolezny « inutile » vs безболезненный bezboleznenny « non douloureux ».
Un exemple en hongrois est l'assimilation rendue par écrit de la marque j [j] de l'impératif par certaines consonnes finales de radical : kér « il/elle demande » → kérj! « demande ! » (sans assimilation) vs keres « il/elle cherche » → keress! « cherche ! » (assimilation de [j] par [ʃ]).

### Principe morphologique
Conformément à ce principe, l'écriture devrait refléter fidèlement la structure interne des mots.
En BCMS, l'application du principe morphologique a un caractère d'exception, par exemple quand, au contact d'une préposition avec le mot suivant, l'écriture ne rend pas l'assimilation de la consonne finale de la première par la consonne initiale du second, ex.: (hr) kod kuće [kotkut͡ɕe] « à la maison », s bratom [zbratom] « avec le frère ».
L'orthographe du roumain fait plus de concessions au principe morphologique que BCMS. Ainsi, après ch [k] et gh [g] on écrit ea dans les mots où ce groupe alterne avec e dans la flexion et/ou dans des mots dérivés (ex. cheag « caillot » → închega « cailler », gheată « chaussure » → ghete « chaussures », ghetuță « petite chaussure »), mais ia lorsqu'il n'y a pas de formes alternantes (chiar « même », ghiaur « giaour », bien que la prononciation de la diphtongue représentée soit la même.
En hongrois aussi on accorde plus d'importance au principe morphologique qu'en BCMS. Il est appliqué, par exemple, à l'ajout des désinences à l'indicatif présent : dob « il/elle jette » → dobsz [dops] « tu jettes ».
En russe également, un mot comme дуб doub « chêne » s'écrit avec б b de façon non-conforme à la prononciation, qui est [dup], avec la paire sourde de /b/, mais avec une désinence à initiale vocalique, l'écriture devient correspondante à la prononciation : дубы douby « chênes ».
Dans une langue comme le français, dont l'orthographe est dominée par les principes historique et étymologique, elle a tout de même une fonction morphologique aussi, entre autres en assurant l'unité du mot dans ses diverses formes qui expriment ses traits grammaticaux, par la conservation à l'écrit de lettres dans des formes où les sons leur correspondant ne se prononcent plus, ex. prend → prendre, petit → petite.

### Principes syntaxique et lexico-grammatical
En tant qu'application du principe syntaxique, Dubois 2002 présente les formes écrites du participe passé du verbe conjugué aux temps composés, qui, dans la plupart des cas ne diffèrent pas dans l'aspect oral de la langue, destinées à indiquer le genre et le nombre du complément d'objet direct placé devant le prédicat, ex. Les fleurs que j'ai cueillies.
Par ailleurs, c'est l'écriture du mot composé par rapport à celle du groupe de mots homophone du premier qui est fondée sur ces principes. Entre les deux entités il y a une différence de statut lexico-grammatical et de sens. Bidu-Vrănceanu 1997 ne parle que de principe syntaxique, en donnant en guise d'exemple, en roumain, nicio dată (adjectif pronominal + nom) « aucune fois » vs niciodată (adverbe) « jamais ».
Iartseva 1990 différencie principe lexico-syntaxique et principe lexico-morphologique, en donnant comme exemple d'application du premier назад и вперёд смотрящий nazad i vperiod smotriachtchi « qui regarde en arrière et en avant » vs вперёдсмотрящий vperiodsmotriachtchi (nom) « homme qui voit loin devant », et pour le principe lexico-morphologique – с начала года s natchala goda « depuis le début de l'année » vs сначала (adverbe) « d'abord, dès le début ».
En hongrois il y a de très nombreux mots composés, par conséquent de tels cas aussi sont nombreux, ex. zöld hullám « onde (d'eau de couleur) verte » vs zöldhullám « succession de feux de signalisation au vert ».

### Principe d'économie
Selon le principe d'économie, les signes graphiques inutiles pour une raison ou une autre devraient être éliminés. Il est appliqué plutôt dans les orthographes à prépondérance phonologique. En BCMS, par exemple, on élimine les signes graphiques non correspondants à un son au contact entre morphèmes qui se terminent, respectivement qui commencent par la même consonne (ex. (sr) Rus « Russe » + -ski → ruski « russe ») ou quand les consonnes sont différentes mais l'une assimile complètement l'autre, ex. pet « cinq » + deset « dix » → pedeset « quinze ».
En hongrois, toutes les consonnes peuvent être brèves ou longues (géminées). Si une consonne brève est rendue par un digramme, dans sa variante longue on élimine la deuxième lettre du premier digramme, ex. rossz [rosː] « mauvais » au lieu de *roszsz.
Bien que son orthographe soit surtout étymologique, dans une langue comme l'anglais également on applique parfois le principe d'économie, ex. judge « juge » vs judgment « jugement ».

### Principes historique et étymologique
Certains auteurs considèrent ces principes ensemble, avec la dénomination « principe étymologique ou historico-traditionnel », « principe étymologique » ou « principe traditionnel »,, mais d'autres les différencient,. Ces principes sont prédominants dans des langues qui s'écrivent depuis relativement très longtemps,, causant beaucoup de non-concordances entre écriture et prononciation.
Le principe historique se manifeste par la conservation de graphies d'états de l'évolution de la langue antérieurs à un moment donné, c'est-à-dire que l'orthographe est dépassée par l'évolution de la langue.
Les plus anciennes graphies conservées en français proviennent du latin, ex. qu et c, pour /k/, dans quand et courir, ou c et s pour /s/, dans céder et sévère. D'autres graphies proviennent de l'ancien français, par exemple celles des diphtongues d'alors qui se sont réduites par la suite à des voyelles : ai [e] ou [ɛ], au [o].
L'orthographe anglaise reflète l'inventaire des sons du moyen anglais tardif (fin du XVe siècle). Par exemple, la diphtongue [ou̯] s'écrivait ou, mais a évolué différemment dans des contextes phonétiques différents, alors que la graphie ou s'est conservée dans ceux-ci : through [θruː] « à travers », thousand [ˈθaʊznd] « mille », thought [θɔːt] « pensée, idée », though [ðəʊ] « quoique », tough [tʌf] « difficile »”, cough [kɒf] « toux », could [kʊd] « a pu, pouvait ».
Par le terme « principe étymologique », les auteurs qui le considèrent à part entendent l'introduction dans certains mots, par des lettrés, de caractères supplémentaires par rapport à la forme à laquelle ont évolué ces mots, rien que pour refléter leur étymologie. C'est ainsi que sont apparues en français certaines lettres parasites, non prononcées, dans des mots hérités du latin, telle h dans homme, écrit jusqu'alors ome, ou p dans corps (← cors) et compter (← conter). De même, l'écriture de certains mots empruntés au latin au Moyen Âge a d'abord hésité entre phonologique et étymologique, cette dernière s'imposant finalement, ex. filosofie → philosophie.
En anglais il s'est produit des changements analogues au XIXe siècle, par l'introduction de la graphie debt « dette », pour rappeler le mot latin debitum, au lieu de « dette », emprunté au français de même origine, ou receipt « recette » (← receit < ancien français receite < latin recepta).
Des orthographes où le principe phonologique est prédominant ne manquent pas d'écarts en faveur de ces principes.
En roumain on écrit par tradition des pronoms personnels et des formes du verbe a fi « être » avec e initial prononcé [je] (eu « je, moi », este « il/elle est », etc.). En vertu du principe étymologique on respecte la graphie étrangère de certains emprunts relativement récents, comme quasar.
En hongrois, le seul phonème qui s'écrit de deux façons est /j/ : dans la plupart des cas j, mais ly dans les mots où ce digramme était prononcé [lj], ex. gólya [goːjɒ] « cigogne ».
Un exemple en russe est le phonème /v/ rendu par la lettre г g dans la forme de génitif masculin et neutre singulier des adjectifs, où à une certaine époque c'était prononcé [g], ex. доброго человека dobrovo tcheloveka « de l'homme bon ».

### Principe discriminatif
Conformément à ce principe, les mots qui se prononcent de la même façon (homonymes homophones) ne devraient pas être homographes aussi (s'écrire de la même façon), afin d'éviter des confusions. Le principe discriminatif est surtout appliqué dans l'orthographe de langues où c'est le principe historique qui domine. Une série de mots à étymons différents sont arrivés, par évolution, à être homophones et on a ressenti le besoin de les différencier au moins à l'écrit. En français, par exemple, il y a un cas d'homophonie de six mots, sans compter leurs diverses formes selon leurs traits grammaticaux. Ainsi, on prononce de la même façon mais on écrit différemment, avec une graphie évoluée de celle de leurs étymons, les mots ceint, cinq, sain, saint, sein et seing.
Parfois on différencie ainsi des homophones ayant le même étymon, mais qui sont devenus polysémantiques, ex. (fr) dessin et dessein, cf. (it) disegno.
Un exemple analogue en anglais est (la) plānus > plane « surface plane » et plain « évident, simple », les deux prononcés [pleɪn].

### Principe symbolique
Ce principe est appliqué dans toutes les langues qui utilisent des alphabets bicaméraux avec des majuscules pour différencier les mots utilisés aussi bien comme noms communs ou comme adjectifs, qu'en tant que noms propres, ou qui ont une valeur courante et une valeur spéciale dans un certain contexte. Exemples :
(fr) français (adjectif et nom de langue) vs Français (gentilé) ;
(ro) poartă « portail » vs Poarta (otomană) « la Sublime Porte » ;
(en) river « rivière » vs the River Aire « la rivière Aire » ;
(cnr) stari « vieux » vs Stari kontinent « le Vieux continent » (l'Europe) ;
(hu) föld « terre, sol » vs Föld « Terre » (la planète).

### La majuscule initiale de déférence
Selon Grevisse et Goosse 2007, dans l'écriture française on met d'ordinaire une majuscule initiale aux noms de dignités, titres et fonctions, y compris quand on s'adresse aux personnes en cause, ainsi qu'aux pronoms et adjectifs pronominaux s'y référant, ex. Cher Monsieur, ; Docteur, ; Sa Majesté. Mais selon François Daniellou (professeur des universités), on a souvent tendance à mettre trop de majuscules aux noms de fonctions ou d'institutions : on ne met en général pas de majuscule aux noms de fonctions, sauf au début d'une lettre.
Dans d'autres langues aussi il y a une telle règle :
(ro) Domnule Director, « Monsieur le Directeur, » ; Excelența Voastră « Votre Excellence » ;
(en) Uncle William « l'oncle William »;
(hr) Obraćam Vam se radi nekih podataka koje mi samo Vi možete dati « Je m'adresse à vous pour obtenir certaines données que vous seul pouvez me fournir » ;
(hu) Szeretnék mindig Veled lenni « Je voudrais être tout le temps avec toi » (pronom avec majuscule, facultative en lettre privée).

## Les signes de ponctuation
Chaque orthographe répertorie les signes de ponctuation à utiliser et donne des règles quant à leur emploi. Certaines façons de les utiliser sont communes à plusieurs langues, d'autres sont différentes.
Par exemple, les phrases interrogatives sont en général marquées par un point d'interrogation et les exclamatives par un point d'exclamation à leur fin, mais en espagnol on les met également au début de telles phrases, ainsi qu'à l'intérieur de la phrase, devant la partie concernée à proprement parler, retournés verticalement, ex. ¿Cuándo llegaste? « Quand êtes-vous arrivés ? », Y María ¿dónde está? « Et Marie, où est-elle ? », ¡No me fastidies! « Ne m'ennuie pas ! ».
Un autre exemple est celui de l'utilisation de l'espace par rapport aux autres signes de ponctuation, dans les textes dactylographiés et imprimés. En français, par exemple, il y a une espace avant le point-virgule, le double point, le point d'interrogation, le point d'exclamation et les guillemets fermants, ainsi qu'après les guillemets ouvrants, alors qu'en espagnol (voir plus haut) ou en roumain il n'y en a pas.